# Chardon aux ânes
Onopordum acanthium · Onopordon à feuilles d'acanthe, Onopordon fausse acanthe
Espèce
Onopordum acanthium L., le Chardon aux ânes ou Onopordon à feuilles d'acanthe, est une espèce de plante à fleurs de la famille des Astéracées. C'est une grande plante épineuse (chardon) qui est assez commun en terrain calcaire dans toute l'Europe centrale.

## Dénominations et étymologie
- Nom scientifique valide : Onopordum acanthium  L., 1753 (basionyme);
- Nom normalisé accepté / Nom vulgaire (vulgarisation scientifique) recommandé ou typique en français : Chardon aux ânes[1],[2],[3], Onopordon à feuilles d'acanthe[1], Onopordon fausse acanthe[1];
- Autres noms vulgaires (vulgarisation scientifique) : Onoporde acanthe[4],[2],[5],[1], Onopordon faux-acanthe[3], Onoporde à feuilles d'acanthe[1], Chardon à feuilles d'acanthe[2];
- Noms vernaculaires (langage courant), pouvant désigner éventuellement d'autres espèces : acanthe sauvage[4],[5], artichaut sauvage[2], chardon d'Écosse[1], pet d'âne (traduction du nom  onopordum), herbe aux ânes[réf. nécessaire]. Autres langues, allemand : Eseldistel, anglais : cotton thistle, Scotch thistle, italien : spina bianca, acantio, espagnol : cardo borriquero, toba, etc.

- Synonymes scientifiques : Carduus acanthium (L.) Baill[1].

Le nom latin Onopordum signifie pet d'âne et est dérivé du grec ὀνόπορδον - onopordon, de ὄνος - onos, "âne", et πορδή - pordê, "pet".

## Description

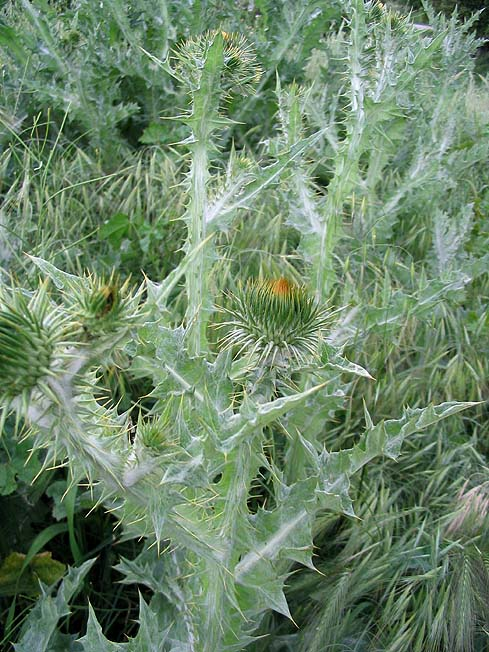
Vue générale de la plante.

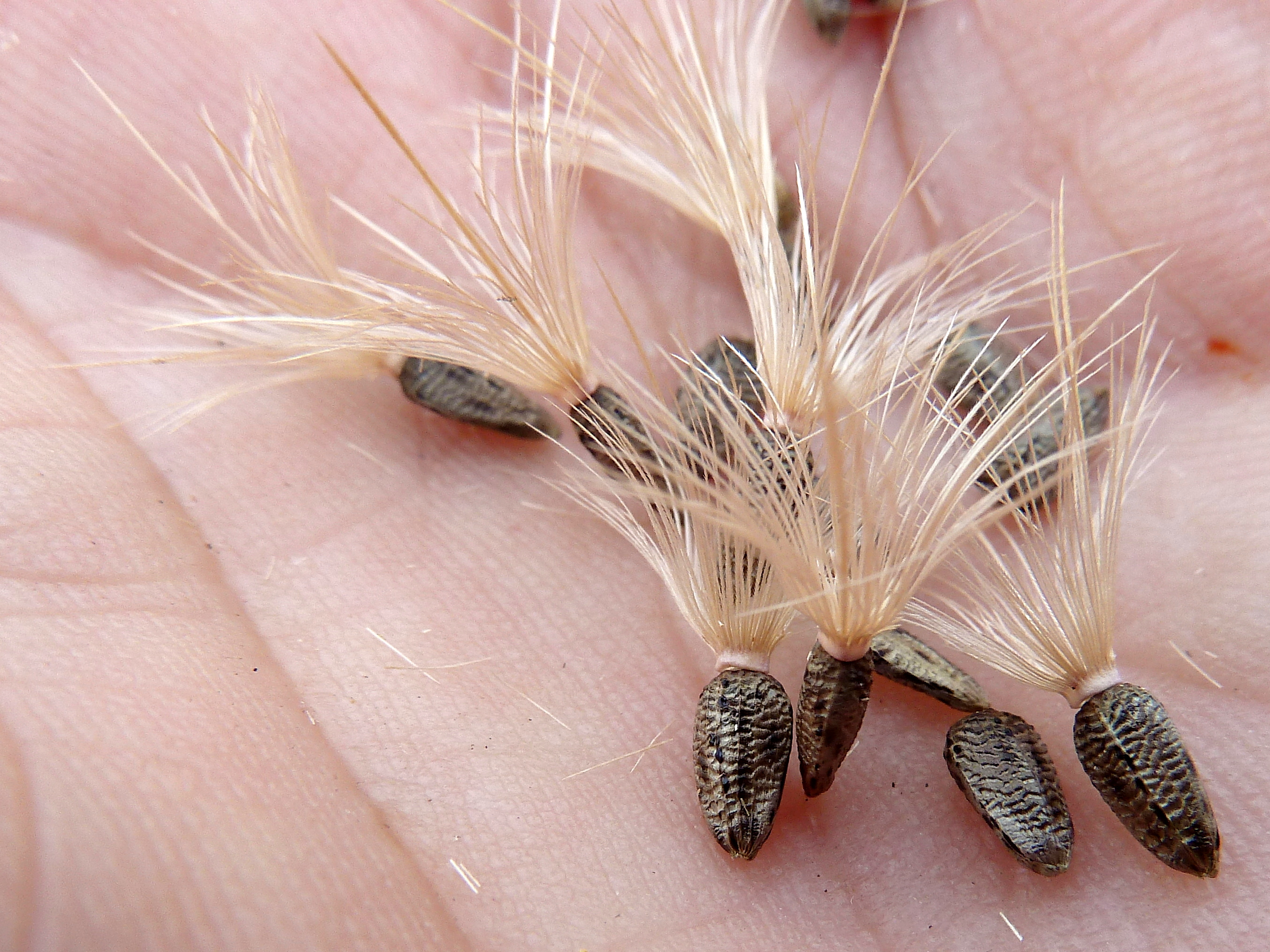
Akènes libres.

C'est une grande plante à cycle de végétation bisannuel, pouvant atteindre 2 m de haut. Plante acaule la première année, en forme de rosette de feuilles, elle produit la deuxième année de grandes tiges florifères, raides, très ramifiées. La racine du type pivotant est épaisse et très développée.
Les feuilles sont grandes, oblongues, profondément divisées. Leur bordure épineuse se prolonge à la base le long de la tige. Elles sont vert blanchâtre, très cotonneuses surtout sur la face inférieure.
Les fleurs, pourpres, sont réunies en capitules globuleux de 3,5 à 5,5 cm de diamètre, à réceptacle charnu, à involucre cotonneux, qui s'épanouissent de juin à septembre.
Les fruits, des akènes, sont surmontés d'une aigrette de poils plumeux de couleur roussâtre.

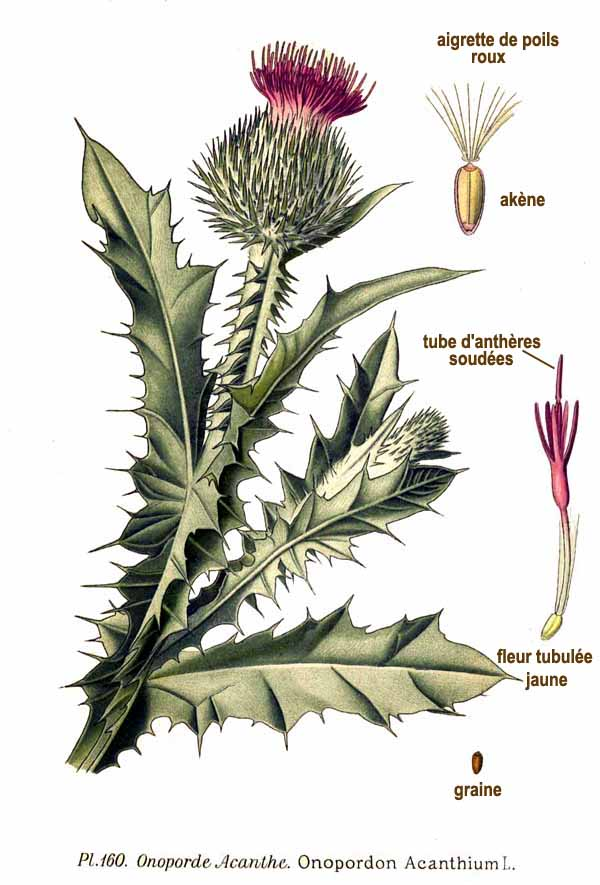
Planche botanique.
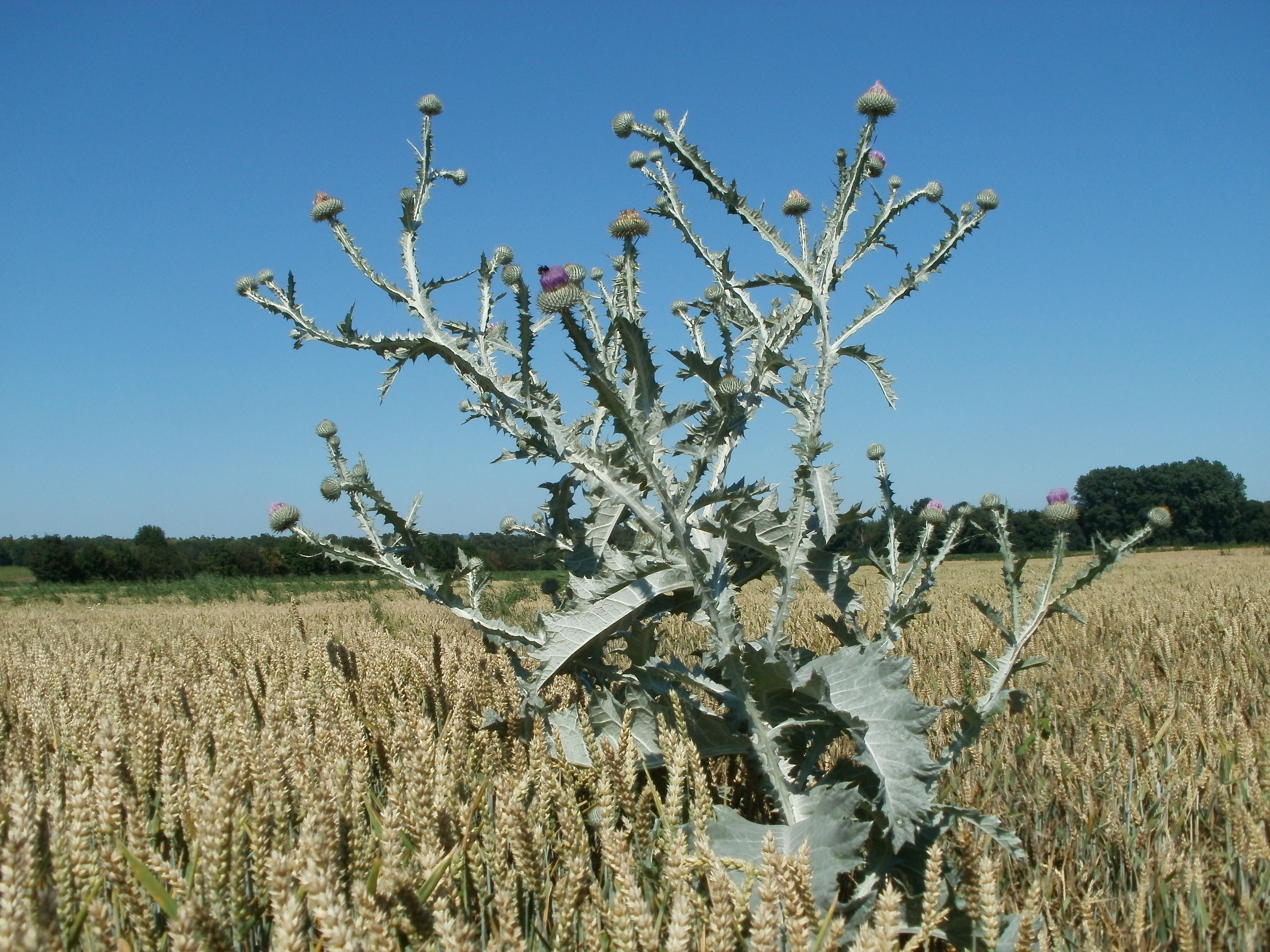
Onopordum acanthium dans un champ de blé.
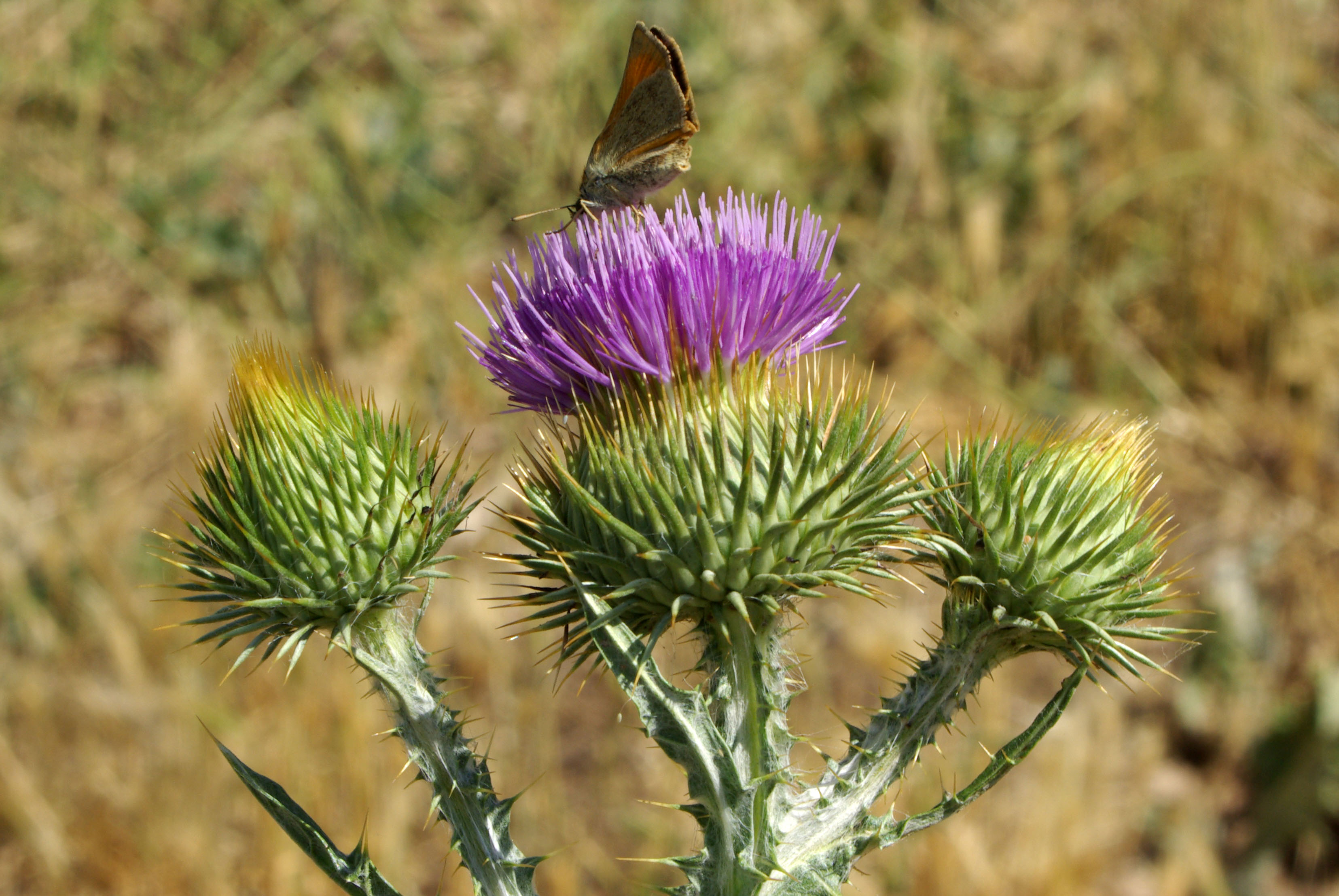
Inflorescences avec papillon (Thymelicus sylvestris).
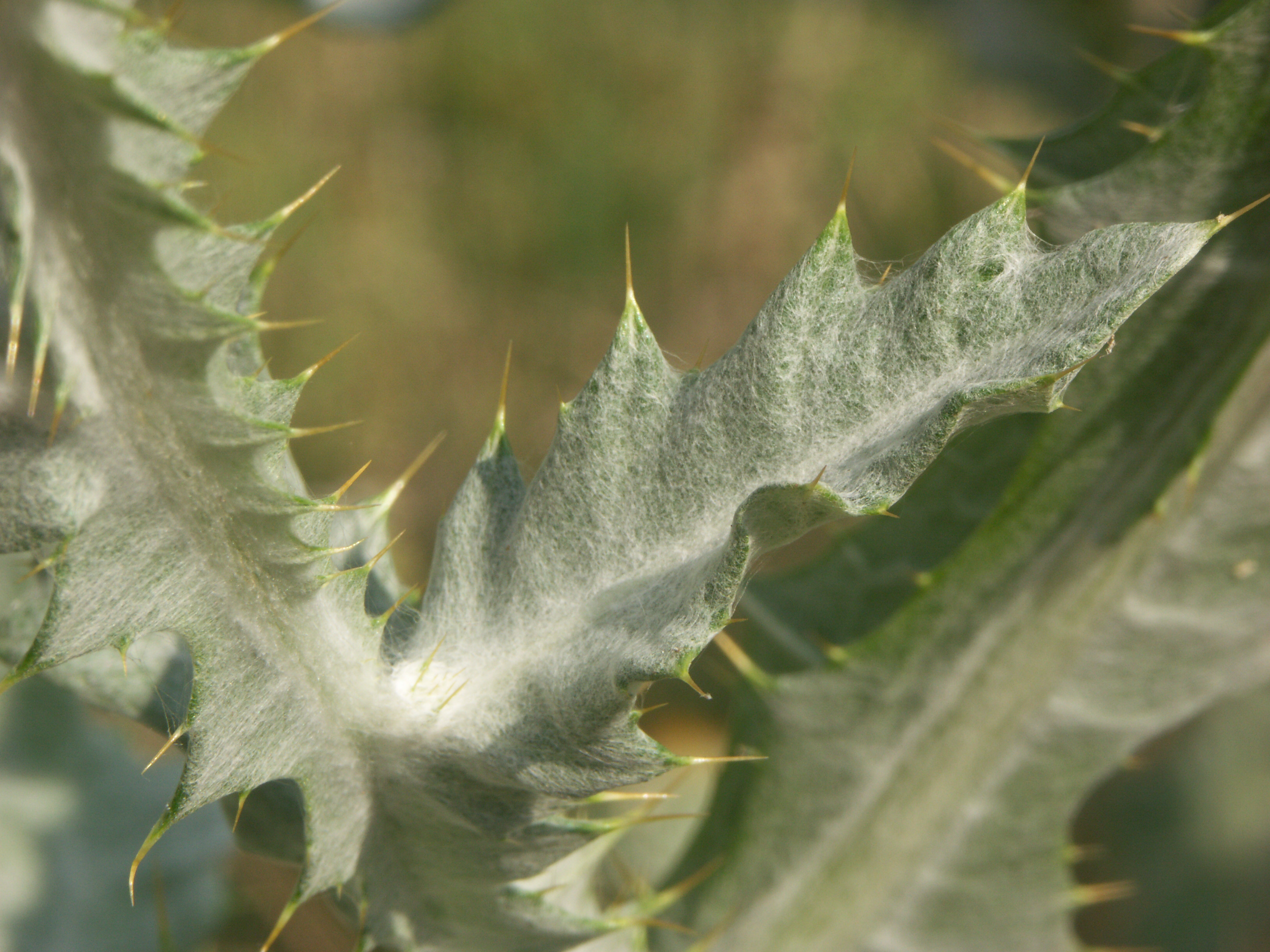
Détail du feuillage.
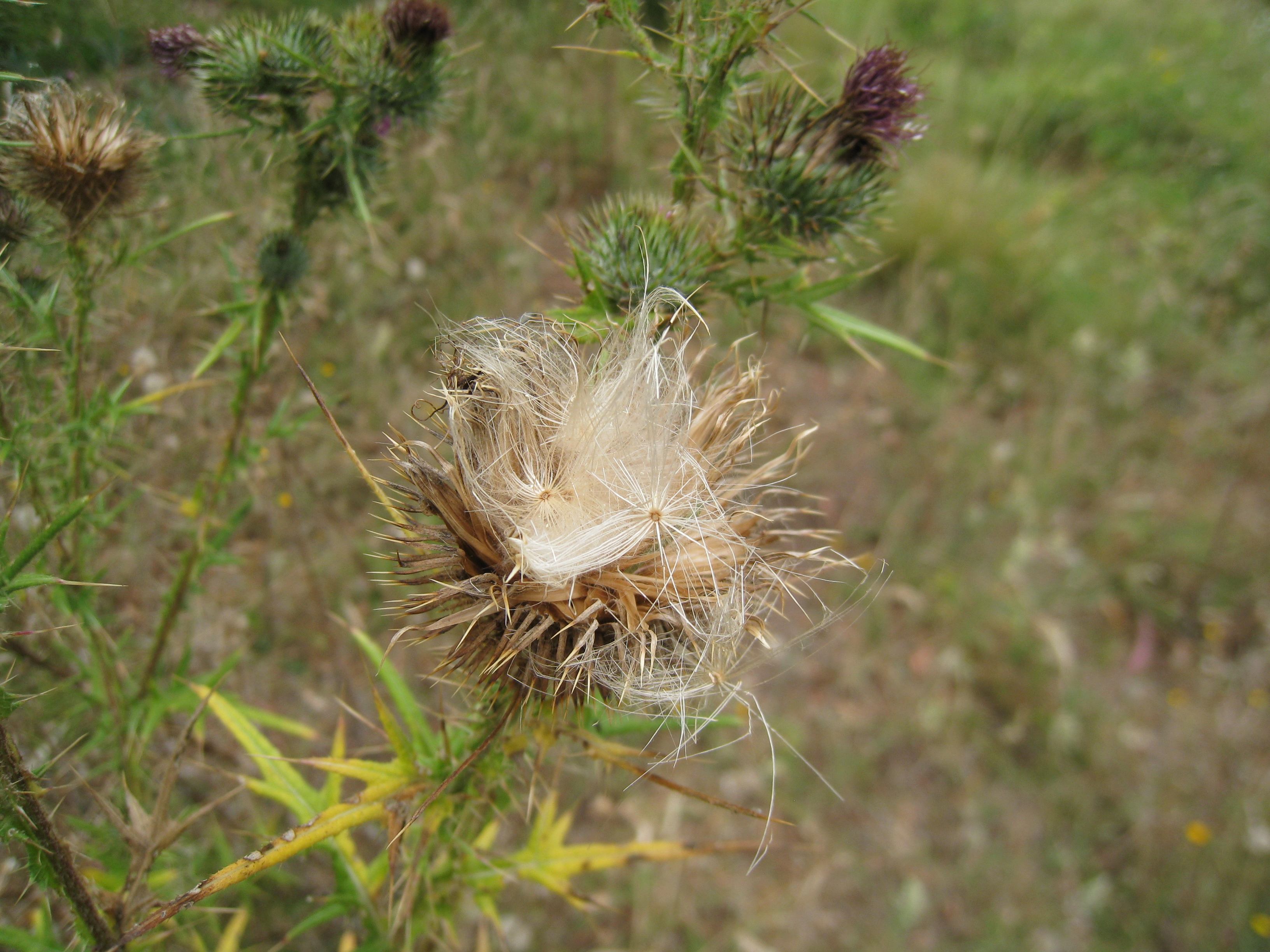
Formation des graines.

## Distribution
Cette espèce est originaire d'une vaste zone incluant l'Europe (Europe centrale jusqu'à l'Ukraine, Europe méridionale du Portugal à la Grèce), l'Asie centrale et occidentale (de la Turquie à l'Afghanistan et au Pakistan).
Elle s'est largement naturalisée dans tous les continents. Aux États-Unis, elle est considérée comme plante envahissante.

## Culture
C'est une plante rustique qui se reproduit très facilement par semis.

## Classification
Cette espèce a été décrite en 1753 par le naturaliste suédois Carl von Linné (1707-1778).

### Liste des sous-espèces
Selon The Plant List (14 juin 2015) et Catalogue of Life (14 juin 2015) :
- Onopordum acanthium subsp. ceretanum (Sennen) Arènes
- Onopordum acanthium subsp. gautieri (Rouy) Bonnier

## Utilisation
Le réceptacle charnu des capitules, ainsi que la base des bractées qui l'entourent, sont riches en inuline et comestibles à la manière de l'artichaut. Ils sont broutés par les ânes.
C'est également une plante mellifère, qui attire les abeilles par son nectar abondant.
Des graines, on peut extraire une huile d'éclairage.
Certaines variétés sont cultivées comme plantes ornementales, pour le caractère très décoratif du feuillage et des capitules.
C'est aussi une mauvaise herbe qui peut infester certaines cultures par sa facilité de reproduction par graines.

## Symbolique
Ce chardon est l'emblème de Nancy et de la Lorraine et, souvent confondu avec Cirsium vulgare, emblème de l'Écosse.

Chardon de Nancy.
Chardon d'Écosse.